# Многовид
Многови́д — це об'єкт, який локально має характер евклідового простору розмірності n.

## Означення
Многовидом над алгебрично замкненим полем {\displaystyle k} є відділювана схема скінченного типу над {\displaystyle k}. Морфізмом многовидів називається їх морфізм як схем над полем {\displaystyle k}. Многовид {\displaystyle X}, який є афінною схемою, називається афінним многовидом. Будь-який многовид {\displaystyle X} має скінченне покриття {\displaystyle X=\bigcup U_{i},} де {\displaystyle U_{i}} — афінні многовиди. З цього слідує, що {\displaystyle X} має скінченну розмірність.
Якщо {\displaystyle X} незвідний, то усі {\displaystyle U_{i}} щільні у {\displaystyle X} та {\displaystyle \dim X=\dim U_{i}.} Вони є біраціонально ізоморфними, оскільки {\displaystyle U_{i}\cap U_{j}} відкритий й щільний як у {\displaystyle U_{i},} та й у {\displaystyle U_{j}.} Тому поля раціональних функцій {\displaystyle k(U_{i})} є ізоморфними між собою. Ці поля можна ототожнити. Отримане поле називається полем раціональних функцій на {\displaystyle X} й позначається {\displaystyle k(X).} Розмірність многовида {\displaystyle X} дорівнює степеню трансцендентності поля {\displaystyle k(X).}
Топологія на {\displaystyle X}, яка задається структурою схеми, називається спектральною. Для многовида {\displaystyle X}, визначеного над полем комплексних чисел {\displaystyle \mathbb {C} ,} через {\displaystyle X(\mathbb {C} )} позначається множина його замкнених точок. Розгляньмо відкриту у спектральній топології множину {\displaystyle U\subset X,} скінченне число функцій {\displaystyle f_{1},...,f_{m},} регулярних на {\displaystyle U,} та число {\displaystyle \varepsilon >0.} Через {\displaystyle V(f_{1},...,f_{m})} позначмо множину тих точок {\displaystyle x\in U(\mathbb {C} ),} для яких
{\displaystyle |f_{i}(x)|<\varepsilon ,\quad i={\overline {1,m}}.}
Множина {\displaystyle X(\mathbb {C} )} перетворюється на топологічний простір, узявши базис відкритих множин множини {\displaystyle V(U;\,f_{1},...,f_{m};\,\varepsilon ).} Визначена таким чином буде називатися комплексною.
Якщо {\displaystyle Y\subset X} — замкнена у спектральній топології підмножина, то {\displaystyle Y(\mathbb {C} )\subset X(\mathbb {C} ).} Таким чином, {\displaystyle Y(\mathbb {C} )} є замкненою у {\displaystyle X(\mathbb {C} )} у комплексній топології, комплексна топологія множини {\displaystyle Y(\mathbb {C} )}  збігається  із її топологію як підпростори у {\displaystyle X(\mathbb {C} ).} Однак не усяка замкнена у комплексній топології множина має вид {\displaystyle Y(\mathbb {C} )}, де {\displaystyle Y} замкнена у {\displaystyle X} в спектральній топології. Прикладом є множина точок {\displaystyle x\in \mathbb {A} ^{1}(\mathbb {C} ),} для яких {\displaystyle |t(x)|\leq 1,} де {\displaystyle t} — координата на {\displaystyle \mathbb {A} ^{1}.} Морфізм {\displaystyle f:X\rightarrow Y} алгебричних многовидів визначає неперервне відображення {\displaystyle f:(\mathbb {C} )\rightarrow Y(\mathbb {C} ).}
Многовид (алгебричний) представляється сукупністю точок, яка виражається системою многочленних рівнянь:
{\displaystyle M=\{P\in k^{n}\,|\,f_{i}(P)=0\}\subset k^{n},}
де {\displaystyle k} — поле, {\displaystyle f_{i}\in k[X_{1},...,X_{n}]} —  многочлени. Вивчення алгебричних рівнянь — стародавня математична наука. Нині мода й зручність диктують звернення до кілець.

## Властивості
Многовид має цілочислову розмірність, яка вказує скількома параметрами (координатами) можна описати окіл довільної точки многовида. Ідея многовида полягає в тому, що геометрія гладкої поверхні «у малому», тобто в околу кожної її точки, нагадує геометрію Евклідового простору. Формально: n-вимірний многовид — це Гаусдорфів топологічний простір у якому будь-яка точка x має окіл гомеоморфний відкритій n-вимірній кулі:
{\displaystyle f_{x}:U\to B_{n}(0,r)=\{x\in \mathbf {R} ^{n}:||x||<r\},x\in U.}
Завдання топологічних відображеннь fx, які називаються картами (на зразок карт земної поверхні), є частиною структури многовида, а сукупність усіх карт називається атласом. Якщо виконується додаткова вимога, що різні карти узгоджені між собою диференційовним чином, а саме, якщо відображення {\displaystyle f_{x}\circ (f_{y})^{-1}} між досить малими відкритими множинами n-вимірного Евклідового простору (визначені лише для деяких пар (x,y)) не тільки неперервні, а й гладкі, то маємо справу з гладким многовидом.

## Приклади
- Одновимірний многовид — це крива, наприклад, пряма, коло, еліпс, гіпербола, або парабола. Ця лінія не може мати кінцевих точок або перетинати себе. Додатково, з диференційовності лінії випливає, що у кожній точці цілком означена дотична, яка неперервно залежить від точки.
- Двовимірний многовид — це поверхня, наприклад, сфера, циліндр, параболоїд, тор, тощо.

Многовиди вищих розмірностей узагальнюють лінії та поверхні, хоча звичайна уява тут уже не працює.
- Компактний зв'язаний многовид без межі називається замкнутим.

Скінченний циліндр є многовидом з межами.

- n-вимірна сфера, або гіперсфера:

{\displaystyle S^{n}=\{x\in \mathbf {R} ^{n+1}:||x||=1\}.}

## Додаткові структури на многовидах
Задання метричного тензора {\displaystyle g_{ij}} дозволяє знаходити відстань між двома нескінченно близькими точками, а також інтегрувати (скалярне поле) по підмноговидах, наприклад вздовж кривих, що проходять всередині многовида, або за об'ємом самого многовида.
Інтегрувати векторні та тензорні поля так просто, як скаляр, не можна — через некомутативність паралельного переносу векторів (якщо тензор внутрішньої кривини ненульовий). Наприклад, ми не можемо точно обчислювати повну силу, що діє на протяжне тіло в загальній теорії відносності.
Якщо скаляр скрізь дорівнює одиниці, то ми можемо знаходити довжини кривих і {\displaystyle k}-мірні об'єми {\displaystyle k}-мірних підмноговидів ({\displaystyle k\leq n}, де {\displaystyle n} — розмірність многовида). Особливий інтерес становлять підмноговиди мінімального об'єму, зокрема найкоротша лінія, що сполучає дві точки многовида (геодезична лінія).
В околі будь-якої точки многовида можна задати майже декартові координати такі, що початок координат буде в цій точці, метричний тензор буде одиничним, і всі перші похідні метричного тензора (або, що еквівалентно, всі символи Крістофеля) дорівнюють нулю. Другі ж похідні можна зробити нульовими далеко не завжди, для цього необхідно (і достатньо), щоб тензор Рімана дорівнював нулю. Якщо тензор Рімана тотожно дорівнює нулю в деякій зв'язній області многовида, то в цій області можна побудувати декартові координати (з метричним тензором що дорівнює одиничній матриці {\displaystyle g_{ij}=\delta _{ij}}), отже внутрішня геометрія такого многовида збігається з геометрією евклідового простору (хоча при погляді зверху цей многовид може бути, наприклад, циліндром).
Розгляд кривини многовида виявляється набагато простішим для гіперповерхонь, коли многовид вкладений в евклідовий простір на одиницю більшої розмірності. Практично важливим випадком гіперповерхні є двовимірні многовиди в тривимірному просторі.